# Polina Ossipenko
Pour les articles homonymes, voir Osipenko.
Polina Denissovna Ossipenko (en russe : Полина Денисовна Осипенко ; en ukrainien : Поліна Денисівна Осипенко) est une aviatrice soviétique, née le 8 octobre 1907 et décédée le 11 mai 1939. Le 25 septembre 1938, elle et l'équipage de l'Antonov 37 « Rodina » (terre natale en russe) avaient posé leur appareil dans les marais de la rivière Amgoun. En parcourant ainsi 6450 kilomètres depuis Moscou, elles avaient battu le record mondial féminin de distance survolée. 

## Biographie

### Enfance
Ossipenko est née sous le nom de Polina Doudnik en 1907 à Novospasovka dans le Gouvernement de Iekaterinoslav (aujourd'hui Oblast de Zaporijia en Ukraine) dans une famille de paysans dont elle est le neuvième enfant. Elle travaille dans un kolkhoze jusqu'à son départ pour entrer dans une école d'aviation en 1930. Entre 1930 et 1933, Ossipenko étudie à l'Ecole d'aviation de Kazan.

### Carrière
Après l'obtention de son diplôme d'aviation, elle sert comme officier militaire, volant sur un avion de combat avec lequel elle bat trois records du monde d'altitude. En octobre 1937, Ossipenko et Marina Raskova battent le record du monde féminin de distance en volant de Moscou à Aktioubé (soit 1 444,722 km) avant de le battre une nouvelle fois en juillet 1938, avec Vera Lomako, reliant Sébastopol à Arkhangelsk sur un Beriev MP-1.
Le 24 septembre de la même année, Valentina Grizodoubova, Raskova et Ossipenko tentent de battre un nouveau record de vol en reliant Moscou à Komsomolsk-sur-l'Amour sur un Tupolev ANT-37 (en). À cause des conditions météorologiques, elles ratent l'aéroport de Komsomolsk et se retrouvent proche de la mer d'Okhotsk le réservoir vide. Grizodoubova, qui commande l'expédition, décide de faire s'écraser l'avion dans la forêt. Raskova se parachute hors de l'avion en oubliant son kit d'urgence ; les restes de l'avion sont retrouvés huit jours après le crash par les équipes de recherches ; Raskova retrouve son chemin à travers la forêt et est recueillie par l'équipe de recherche dix jours après le crash. Ossipenko et Grizodoubova, restées dans l'avion, survivent au crash. Elles possèdent toujours le record du monde de distance en vol féminin et reçoivent le titre de Héros de l'Union soviétique le 2 novembre 1938, les seules femmes à l'avoir reçu avant la Seconde Guerre mondiale.
Ossipenko meurt en 1939 avec Anatoli Serov durant un vol de routine. Leurs cendres sont placées dans des urnes de la nécropole du mur du Kremlin.

## Distinctions
- Héros de l'Union soviétique
- Ordre de Lénine (deux fois)
- Ordre du Drapeau rouge du Travail

## Hommages

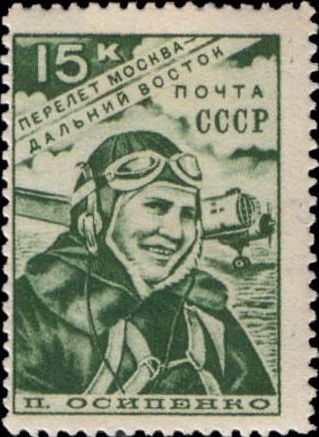
Timbre-poste commémoratif.
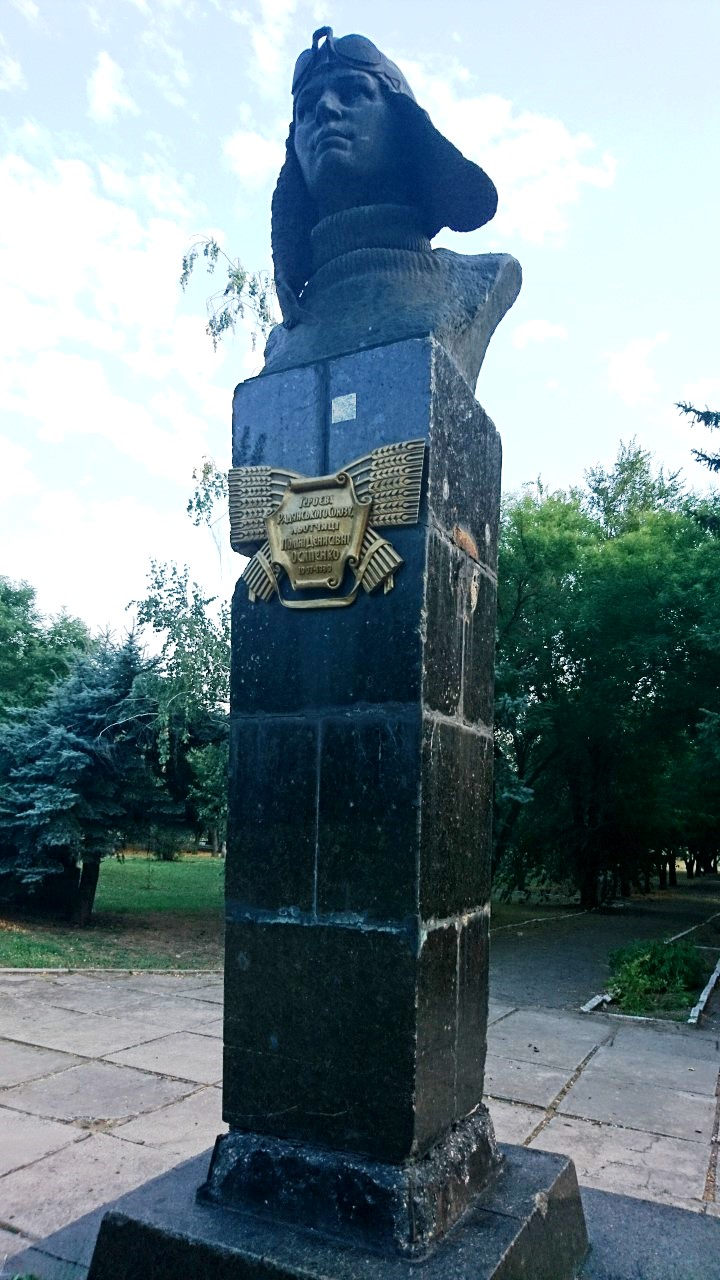
Son buste dans le village où elle naquit classé n° 23-206-0004[5].

- La ville de Berdiansk fut appelée entre 1939 et 1958, Ossipenko[6].
- Le village de Kerbi est renommé Imeni Poliny Ossipenko (ru) en 1939[7].
- Le cratère vénusien Ossipenko a été nommé en son honneur.